# Becsvölgye
Becsvölgye Zala vármegye Zalaegerszegi járásának egyik községe, kisfaluja, a Zalai-dombság területén, a Göcsejben. A településen 770 fő él 348 lakóházban, amely alapján a lakóházankénti népsűrűség 2,2 fő. Területe 2140 hektár, népsűrűsége nem éri el a 36 fő/km²-t.
A településnek ivóvízhálózata van, és 2012 óta közcsatornázása is.
Zala vármegye egyik legrégebben létesült települése. A településszerkezet alapján nem zárt település, hanem összesen hét elkülönülő szegből áll. A török idők során a mai falu legelső lakott része, az először terra Bechként említett rét elnéptelenedett. A szegeket 1943-ban egyesítették.
A település déli határában folyik a Salomfai-patak. A település mezőgazdasági település, a környező erdők állami tulajdonúak lettek 1945 után, amelyek az utóbbi időszakban már nagyrészt magántulajdonúak.
2000-es felmérések szerint a leggyakoribb korosztály a 18-59 év közötti, ezt követi a 60 év felettiek csoportja. A település legnagyobb problémája az elöregedés és elvándorlás, főként Zalaegerszegre.

## Fekvése

### Településföldrajz
Jellegzetes szeres település, a Göcsejben Zalaegerszegtől délnyugatra, több kisebb mellékút kereszteződésében fekszik, Zalaegerszeg vonzáskörzetében. Hét kisebb, dombra épült településrész (szeg): Barabásszeg, Kereseszeg, Kislengyel, Pajzsszeg, Salomfa, Vargaszeg és Vörösszeg alkotja. A település központi részén fekszik Barabásszeg és Pajzsszeg és itt laknak a legtöbben. Salomfa ma már lakatlan. Kereseszegnek összesen két lakosa van. Kislengyel fejlődő településrész.

### Vízrajz
Becsvölgye nyugati határánál a Salomfai-patak, keleti határánál a Kislengyeli-patak fut. Mindkettő a Csertába folyik.

### Közlekedés
A megyeszékhely felől a Lenti térségéig húzódó 7405-ös úton, déli irányból, a 75-ös főút felől a 7415-ös úton, keletről, Gombosszeg irányából a 7414-es úton közelíthető meg, Kustánszeggel pedig egy önkormányzati út köti össze. [A 7415-ös út nem érinti a település területét, a déli határától nem messze torkollik a 7405-ös útba.]
Autóbuszok járnak a településen. Vasútvonal nem halad át a településen. Keleten Gombosszeg, délkeleten Petrikeresztúr, északnyugaton Kustánszeg, nyugaton Szilvágy, délen pedig Barlahida a legközelibb település.

## Geológia
Becsvölgye két patak völgyén és a köztük elhelyezkedő magasabb területen fekszik. A környék a perm időszakban süllyedésnek indult, ebből a korból származnak az itt előforduló legöregebb kőzetek is. A triász korszak üledékei jelentős szénhidrogénkészletet tartalmaznak. A jura időszak és a kréta időszak során újabb üledékrétegek rakódtak rá a korábbi üledéktakaróra. Egy újabb süllyedés miatt a területet tenger öntötte el az eocén korban, majd az oligocén idején újra szárazra került a vidék. A miocén korban ismét süllyedés történt, amely során vastag üledéktakaró rakódott le. A tenger visszahúzódásával újra szárazfölddé vált a vidék, majd az ős-Mura és az ős-Rába kialakította a zalai térség hordalékkúpjait. Az eljegesedések során/után túlnyomóan homokos, vályogos löszös talaj jött létre.

## Éghajlat
A terület éves csapadékmennyisége meghaladhatja a 720 millimétert. A legcsapadékosabb hónapok a június–július. A nyár eleji csapadékmaximumot követően ősszel ismét csapadékosabb az időjárás, míg télen hullik a legkevesebb csapadék. A csapadékos napok száma 95 körül alakul. Havazásra elsősorban a december-február közti időszakban lehet számítani. Az éves napfénytartam 1850-1900 óra. A 30 °C nappali átlaghőmérsékletű napok száma kevesebb, mint 14. A január a leghidegebb hónap, ekkor van a legtöbb fagyos nap is. Az első fagyos nap október 15-e körül, míg az utolsó április 25-26 környékén fordulhat elő. A tenyészidőszak 174-175 napot tesz ki. A völgyekben gyakori a ködképződés a mélyebb elhelyezkedés miatt.

## Története
Barabásszegen egy körülbelül 5800 éves, rézkori női vénuszfigurára bukkantak. A területen bronzkori leleteket is találtak.
Az ókorban a közelben haladt a borostyánút.
A Becs név eredete vitatott, egyesek szerint a szó avar eredetű, jelentése lehet körvár, őrtorony esetleg jelenthet őrhelyet is, de különböző nemzetiségű személyek nevéből is eredeztethető, azonban ez sem biztos. A szeg szó helyet, területet jelent. Barabásszeg északi területén állt a mai Becsvölgye legelső helysége, amelyet 1178-ban terra Bech néven említettek. Kislengyelt már 1178-ban megemlítették (elkülönülő településként). Ekkoriban terra Bech közelében állt egy templom, amely a törökök idején elpusztult. Későbbi források szerint a középkorban Becsszegnek is hívhatták. Az egykori Becsszegben 1497-ben Becsvölgyi, 1513-ban Becs, 1542-ben ismét Becsvölgyi nevezetű nemesi családokat írtak össze. A török időkben nem említettek ilyen települést, feltehetőleg a lakosok Barabásszegbe költöztek. A mai falu területén számos kisnemesi család élt, akiknek nem voltak jobbágyaik, földjeiket művelték meg, esetleg cselédet alkalmaztak.
A török portyák idején a lakosoknak gyakran kellett települniük védettebb helyekre, emiatt a középkorban létesült szegek, illetve részeik egyrésze ma már más helyen találhatóak, mint alapításuk idejében.
A reformáció során sokan áttértek az újabb eszmékre, ám Zala vármegye nagyobb részén 18. század végén a legtöbben visszatértek a katolikus hitre, ezt elősegítette Biró Márton veszprémi püspök erőszakos fellépése. 1787-ben Barabásszegen már templomot építethettek a protestánsok.
1845-ben 79 kétségtelen nemest írtak össze.

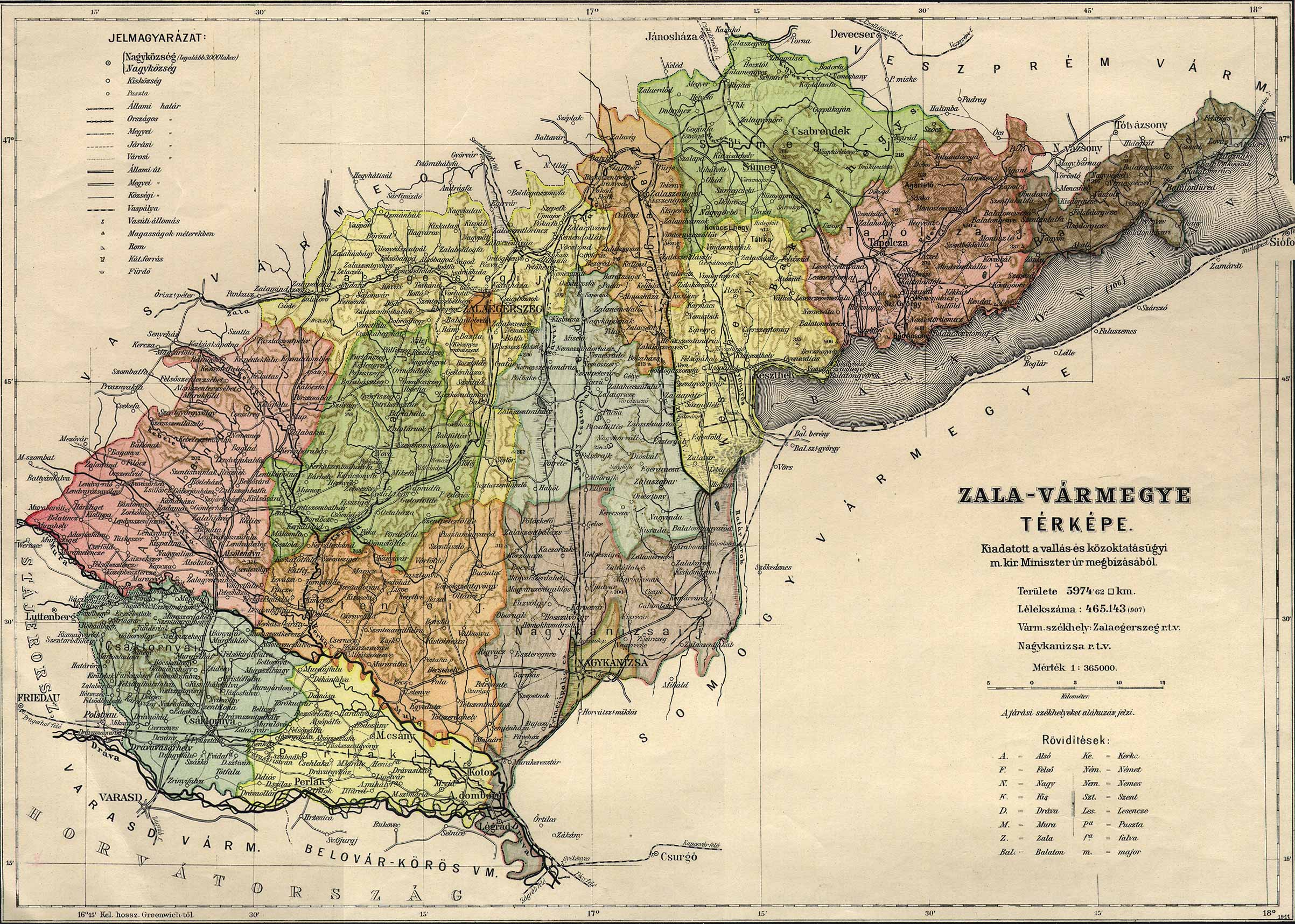
Zala vármegye 1910-es térképe

1943-ban került egyesítésre a sok településrész, ekkor jött létre a mai Becsvölgye. Római katolikus temploma 1949–50-ben épült meg, miközben a községben olajkutakat hoztak létre. A nyolcvanas évek végén 24 kilométer vízvezetéket, 15 kilométernyi burkolt úthálózatot építettek.

## Politikai élete
Az 1998-as magyarországi önkormányzati választáson három független jelölt indult a polgármesteri székért, Kovács Gyuláné, Németh Csaba és Magai Ágota Éva, a hivatalban lévő polgármester, aki megtarthatta pozícióját. A képviselő-testületi helyekért 19 jelölt indult, akikből 7 lett képviselő. A képviselők névsora: Baksa Ferenc, Héder József, Luczi Mária, Mileji Kálmánné, Mileji László, Molnár István és Szabóné Móricz Mária.
A 2002-es magyarországi önkormányzati választáson két független jelölt indult a polgármesteri székért, Egyed Gyula Csaba és Magai Ágota Éva, aki ismét polgármester lett. A képviselő-testületi helyekért 8 jelölt indult és mind képviselők lettek. A képviselők névsora: Baksa Ferenc, Dancs Gyula, Egyed Gyula Csaba, Horváth Ferenc, Horváth József, Luczi Mária, Sárkőzi György és Szabóné Móricz Mária.
A 2006-os magyarországi önkormányzati választáson két független jelölt indult a polgármesteri székért, Egyed Gyula Csaba és Magai Ágota Éva, aki negyedszerre is polgármester lett. A képviselő-testületi helyekért 13 jelölt indult, akik közül 7 lett képviselő. A képviselők névsora: Baksa Ferenc, Dancs Gyula, Háriné Vörös Éva, Horváth Anita, Luczi Mária, Szabóné Móricz Mária és Tóth Balázs.
A 2010-es magyarországi önkormányzati választáson egy jelölt indult a polgármesteri címért, Magai Ágota Éva. A képviselő-testületi helyekért 12 jelölt indult, akikből 4 lett képviselő. A képviselők névsora: Bicsák Richárd, Kovács Roland, Szanati István és Tóth Balázs.
A 2014-es magyarországi önkormányzati választáson 670 fő szerepelt a névjegyzékben, ebből 389 fő adta le a szavazatát, amelyből 6 bizonyult érvénytelennek. Kovács Gyuláné független jelölt 192 (50,13%), míg Magai Ágota Éva, a korábbi polgármester és független jelölt 191 szavazatot (49,87%) kapott. A szoros eredmény miatt fellebbeztek, ám ez nem változtatott az eredményeken, ezért Kovács Gyuláné lett a polgármester. Az egyéni listán 12 független jelölt indult, ebből 4 lett képviselő. 670 fő szerepelt a névjegyzékben, 389 fő jelent meg a szavazáson és 1 szavazatot érvénytelennek nyilvánítottak. Szanati Istvánt 284, Bicsák Richárdot 215, Baksa Ferencnét 163 és Mileji Lászlót 160 szavazattal képviselőkké választották. 2015-ben a képviselő-testülete feloszlatta magát.
A 2016. október másodikán tartott népszavazáson a választók 50,2 százaléka adta le szavazatát a településen, amelyből 95,11% a Nem lehetőséget választotta, 1,83% az Igen lehetőségre voksolt. A leadott szavazatok 3,06 százaléka érvénytelen szavazat volt.
A 2019-es magyarországi önkormányzati választáson a településen 645 választópolgár adhatta le voksát. A választáson két polgármesterjelölt indult, mindkettő függetlenként: Bicsák Richárd és Kovács Gyuláné. Az egyéni listás jelöltek mindegyike függetlenként indult. A jelöltek a következők voltak: Bán Jánosné, Geráth László, Kovács Gyuláné (polgármesterjelöltként is indult), Mileji László, Szabó József, Szanati István, Tóth Balázs.

### Polgármesterei
- 1990–1994: Mileji László (független)[38]
- 1994–1998: Magai Ágota (független)[39]
- 1998–2002: Magai Ágota (független)[40]
- 2002–2006: Magai Ágota Éva (független)[41]
- 2006–2010: Magai Ágota (független)[42]
- 2010–2014: Magai Ágota Éva (független)[43]
- 2014–2015: Kovács Gyuláné (független)[44]
- 2015–2019: Bicsák Richárd (független)[45]
- 2019–2024: Bicsák Richárd (független)[46]
- 2024– : Bicsák Richárd (független)[1]

A településen 2015 őszén időközi polgármester-választást (és képviselő-testületi választást) kellett tartani, az előző képviselő-testület önfeloszlatása miatt. A választást eredetileg szeptember 20-ára írták ki, de aznap mégsem lehetett megtartani, elegendő számú jelölt hiányában. Az újabb választás időpontját két héttel későbbre, október 4-ére tűzték ki,  és ekkor már bőven akadtak vállalkozó szellemű jelöltek is: a polgármesteri posztért hárman, a négy képviselői helyért 15-en szálltak ringbe.

## Népessége
Népessége 1870-től számítva a Központi Statisztikai Hivatal adatai szerint:
| Év   | Lakosság (fő) | Változás % |
| ---- | ------------- | ---------- |
| 1870 | 426           | -          |
| 1880 | 426           | -0         |
| 1890 | 683           | +48,3      |
| 1900 | 874           | +25        |
| 1910 | 1184          | +30,8      |
| 1920 | 1303          | +9,6       |
| 1930 | 1493          | +13,7      |
| 1941 | 1655          | +9,4       |
| 1949 | 1506          | -11,7      |
| 1960 | 1381          | -7,8       |
| 1970 | 1278          | -7,7       |
| 1980 | 1085          | -16,2      |
| 1990 | 984           | -9,7       |
| 2001 | 880           | -10,1      |
| 2011 | 822           | -6,8       |
| 2015 | 770           | -16,2      |

| Lakosok száma | 791  | 785  | 770  | 738  | 687  | 703  | 700  |
|               | 2013 | 2014 | 2015 | 2021 | 2022 | 2023 | 2024 |

Becsvölgye lakosságának száma 2015-ben 770 fő volt, amely Zala megye lakosságának 0,28%-a. Népsűrűsége alacsony, a 36 fő/km²-t sem éri el, a széttördelt településrendszernek köszönhetően, amely miatt viszonylag nagy kiterjedésű területen húzódik. A településen 348 lakóházában átlagosan 2,2 ember él.
2000-es felmérések szerint a leggyakoribb korosztály 18-59 év közötti, a második leggyakoribb korosztály az idős, 60 év feletti. A település legnagyobb problémája az elöregedés és elvándorlás, legfőképp Zalaegerszegbe.
A 2011-es népszámlálás idején a nemzetiségi megoszlás a következő volt: magyar 95,3%, cigány 2,7%, német 1,48%. A lakosok 44,9%-a római katolikusnak, 20,2% reformátusnak, 1,34% evangélikusnak, 4,74% felekezeten kívülinek vallotta magát (28,1% nem nyilatkozott).
2022-ben a lakosság 82,5%-a vallotta magát magyarnak, 1,5% cigánynak, 1% németnek, 0,1% bolgárnak, 1% egyéb, nem hazai nemzetiségűnek (17,3% nem nyilatkozott; a kettős identitások miatt a végösszeg nagyobb lehet 100%-nál). Vallásuk szerint 37,1% volt római katolikus, 16% református, 0,9% evangélikus, 0,7% egyéb keresztény, 0,3% egyéb katolikus, 7,3% felekezeten kívüli (37,6% nem válaszolt).

## Címere

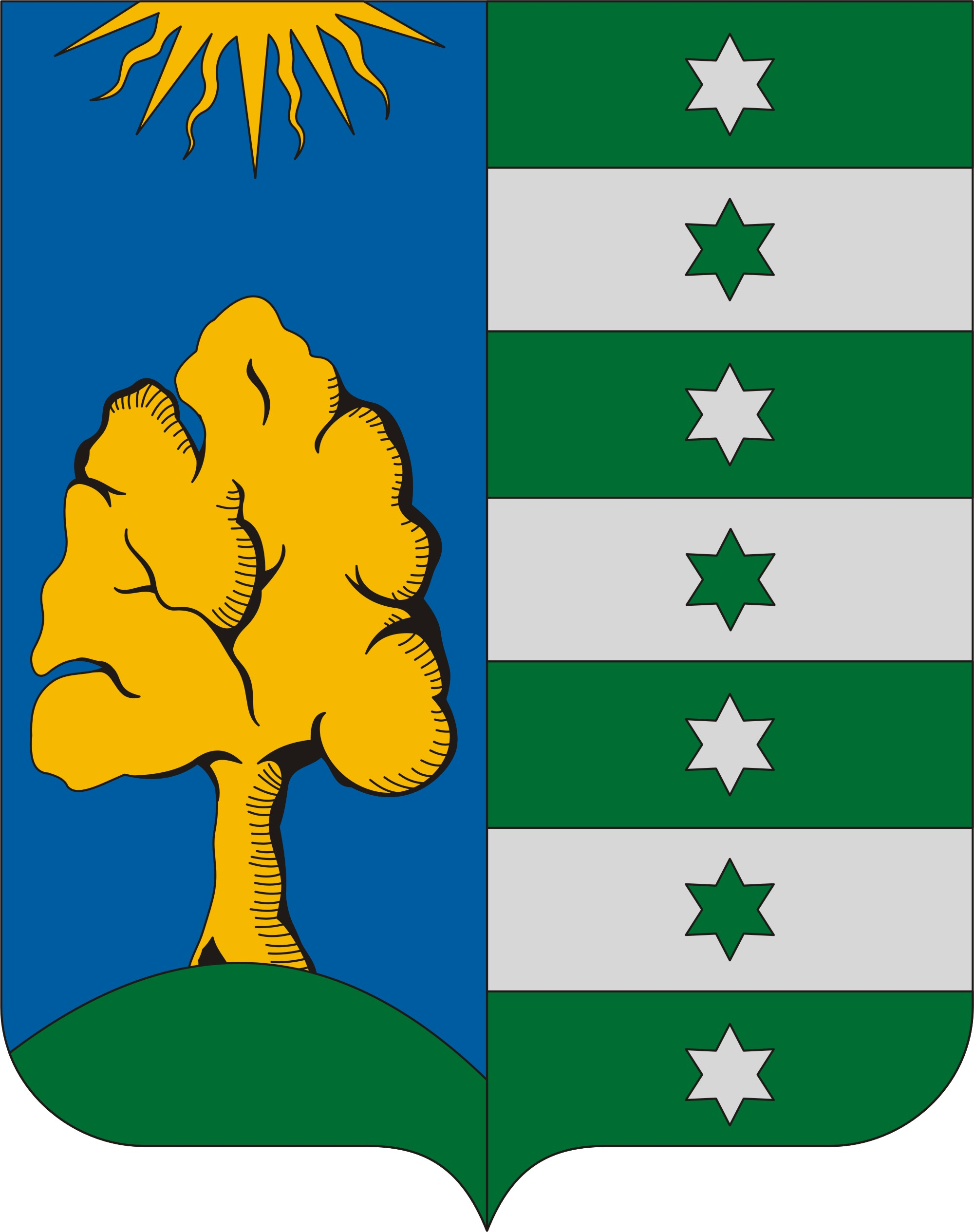
Becsvölgye címere

A Becsvölgye címerében látható fa egy életszimbólum. (A fa valószínűleg egyik nevezetességét, a Rákóczi-tölgyet is jelképezi). A fa feletti nap az energia jelképe. A hét csillag egy-egy településrészre utal, amelyek a patakokat jelképező sávokon helyezkednek el.

## Nevezetességei
- A Rákóczi-tölgy (Nagy Tőfa) egy kocsányos tölgy. Magassága 25 m, kerülete 610 cm, kora pedig a becslések szerint 500 év. Becsvölgye címerében található fa is ezt a tölgyet jelképezheti.[52] Egyes legendák szerint Rákóczi Ferenc megpihent alatta, míg más legendák Mátyás király megpihenéséről szólnak a fa tövében.
- A katolikus templomot 1949–50-ben építették.[53]
- A falu református templomának építése 1787-ben fejeződött be és ekkor szentelték fel.[54] legutoljára 2006-ban újították fel.[55]
- A fa harangláb a katolikus templom kertjében, négy oszlopon áll, benne két harang található.[56][57]

## Híres emberek
- Itt (Pajzsszegen) született Pais István (1932–) filozófiatörténész.

## Gazdasága
A település mezőgazdasági település. A környező erdők állami tulajdonúak lettek 1945 után, ma már nagyrészt magántulajdonúak. A falu melletti erdők a Zala Megyei Kormányhivatal igazgatása alatt állnak, azon belül pedig a Baki erdőtervezési körzethez tartozik. A településnek ivóvízhálózata van, de közcsatornázása nincs.